# HD169820
HD169820 — хімічно пекулярна зоря спектрального класу B9, що має видиму зоряну величину в смузі V приблизно  6,4.
Вона  розташована на відстані близько 374,0 світлових років від Сонця.

## Фізичні характеристики
Зоря HD169820 обертається 
досить швидко 
навколо своєї осі. Проєкція її екваторіальної швидкості на промінь зору становить  Vsin(i)=136км/сек.